# شوقي الإسلامبولي
محمد شوقي الإسلامبولي (21 يناير 1957-)، الأخ الأصغر لخالد أحمد الإسلامبولي، وكان أحد الأعضاء الرئيسيين في الجبهة الإسلامية العالمية للجهاد ضد اليهود والصليبيين وكان مقره في بيشاور خلال التسعينيات.

## نشاطه العسكري
كان الإسلامبولي من أول فرق من المجاهدين المصريين الذين دخلوا أفغانستان لمحاربة الغزو السوفيتي، وبحلول عام 1983 أنشأ فرقة لإمداد الأشخاص والأسلحة عبر كراتشي وباكستان ومصر.
في أواخر مايو 1995 التقى حسن الترابي بأيمن الظواهري لمناقشة مستقبل طلائع الفتح للعمل فقط خارج مصر. ونظّم الظواهري ومصطفى حمزة لقاءً في فيرني فولتير على الحدود الفرنسية السويسرية، حضره زميل طلعت فؤاد قاسم، مساعد شوقي الإسلامبولي ونجل سعيد رمضان. وقررت المجموعة تركيز جهودها على أديس أبابا، وأن يجتمع أعضاؤها المخضرمون تحت قيادة الإسلامبولي.
اقترب الإسلامبولي من اغتيال الرئيس المصري حسني مبارك في 22 يونيو 1995 في طريقه من مطار أديس أبابا الدولي إلى قمة أفريقية بالمدينة. وفتح شوقي ورفاقه النار على سيارة الليموزين المصفحة بالدروع مما أدى إلى تدمير معظم المركبات المرافقة. لكن مبارك أنقذ بمهارة سائقه الذي قلب سيارة الليموزين المتضررة وهرع عائداً إلى المطار حيث كانت الطائرة الرئاسية تنتظر بمحركاتها.
خلال شتاء 1996-1997 ، كان الإسلامبولي يقود فريقًا من أعضاء الجماعة الإسلامية، وخصصهم للسفر إلى الصومال لدعم قوات حزب التحرير الإسلامي.
عاد الإسلامبولي إلى مصر في مايو 2011. لكن قُبض عليه فور وصوله مطار القاهرة الدولي وأعيد محاكمته في قضية معروفة إعلاميًا بـ «العائدون من أفغانستان». وأمرت محكمة عسكرية مصرية في القاهرة بالإفراج عنه لأسباب صحية في فبراير 2012.